# Urbandale (Iowa)
Urbandale ist eine Gemeinde im Polk County und im Dallas County im US-Bundesstaat Iowa, die am 16. April 1917 zur Stadt erklärt wurde.
Das U.S. Census Bureau hat bei der Volkszählung 2020 eine Einwohnerzahl von 45.580 ermittelt.

## Geographie
Urbandale ist ein Vorort der Landeshauptstadt Des Moines. Die Gesamtfläche beläuft sich auf 53,7 km². Davon sind 53,6 km² Land und 0,1 km² Wasser.

## Bevölkerung
Nach Stand des Zensus von 2000 gibt es 11.484 Haushalte und 8.308 Familien mit Wohnsitz Urbandale. Die ethnische Zusammensetzung sieht wie folgt aus: 95,18 % Weiße, 1,53 % Afroamerikaner, 0,09 % Indianer, 1,73 % Asiaten, 0,10 % Menschen aus dem pazifischen Raum, 0,51 % von anderer Abstammung, 0,86 % von zwei oder mehr ethnischen Gruppen und 1,60 % der Bevölkerung sind hispanischer Abstammung, jeglicher Hautfarbe.
Nach eigener Zählung der Stadt lebten im Jahr 2005 ca. 35.904 Menschen in der Stadt.

## Persönlichkeiten
- Karissa Schweizer (* 1996), Langstreckenläuferin